# Tp 46 (魚雷)
Tp 46は、スウェーデンで開発されていた短魚雷。Tp 45の後継として開発されていたが、開発中止となり、実用化はされていない。グランパス(Grampus)の愛称が付けられ、デンマークの開発参加も検討された。
1996年にスウェーデン国防装備本部 (Försvarets materielverk, FMV)がボフォース社と開発契約を結んでいる。
Tp 43やTp 45と同様に、胴体直径は400㎜であり、有線誘導を主体にしているが、ケーブルは光ファイバーとなり、より深々度攻撃を可能とする計画であった。
2000年代前半までに開発は中止されている。

## 要目
- 胴体直径：400mm[1][4]
- 最大速度：45kt[1][4]